# 欧里亚克 (奥德省)
欧里亚克（法語：Auriac，法語發音：[oʁjak] ⓘ）是法国奥德省的一个市镇，属于卡尔卡松区。

## 地理
欧里亚克（42°55'52"N, 2°29'32"E）面积20.93 平方千米，位于法国奧克西塔尼大區奥德省，该省份为法国南部沿海省份，北起塔恩省，西北接上加龙省，西接阿列日省，南至东比利牛斯省，东临地中海，东北与埃罗省接壤。
与欧里亚克接壤的市镇（或旧市镇、城区）包括：阿尔比耶尔、富尔图、拉内、拉罗克德法、马萨克、穆图梅、苏拉切。

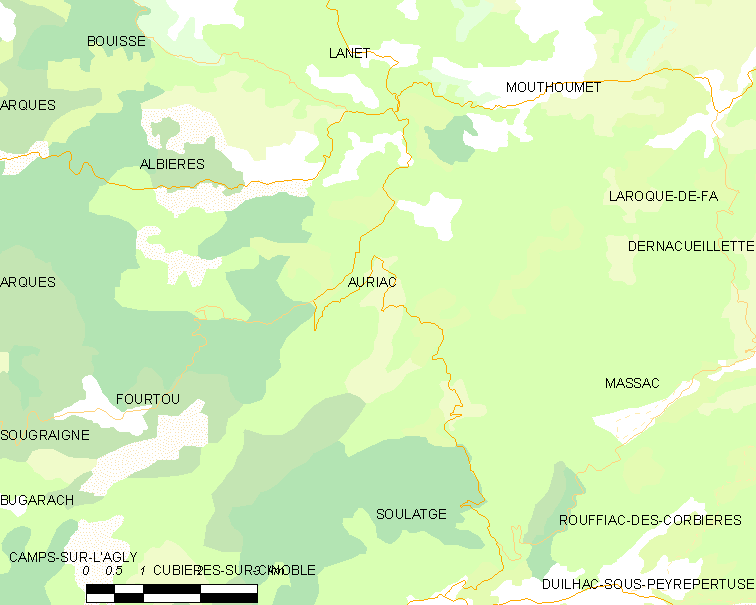
的OSM定位图

欧里亚克的时区为UTC+01:00、UTC+02:00（夏令时）。

## 行政
欧里亚克的邮政编码为11330，INSEE市镇编码为11020。

## 政治
欧里亚克所属的省级选区为莱科比耶尔县。

## 人口

1962-2008年间人口变化图示

欧里亚克于2022年1月1日时的人口数量为33人。